# 多夫日齊亞
51°11′22″N 25°32′34″E / 51.18944°N 25.54278°E
多夫日齊亞（烏克蘭語：Довжиця）是烏克蘭西部的村莊，隸屬沃倫州的卡明-卡希爾斯基區。該村面積0.82平方公里，海拔高度171米，2001年人口368，人口密度每平方公里448.78人。